# 北京市监察委员会
北京市监察委员会，简称北京市监察委，是北京市的省级地方国家监察机关，与中国共产党北京市纪律检查委员会合署办公，成立于2017年1月，取代北京市监察局的职能。北京市监察委主任由北京市人民代表大会选举产生，并向其和北京市人大常委会以及中华人民共和国监察委员会负责。北京市监察委现任主任为中共北京市委常委、市纪委书记陈健。

## 试点
2016年12月25日，第十二届全国人大常委会第二十五次会议表决通过《全国人民代表大会常务委员会关于在北京市、山西省、浙江省开展国家监察体制改革试点工作的决定》。《决定》要求在以上三省（市）及所辖县、市、市辖区设立监察委员会，行使监察职权。将试点地区人民政府的监察厅（局）、预防腐败局及人民检察院查处贪污贿赂、失职渎职以及预防职务犯罪等部门的相关职能整合至监察委员会。试点地区监察委员会由同级人民代表大会产生并受其监督，对其负责。监察委员会主任由本级人民代表大会选举产生；监察委员会副主任、委员，由监察委员会主任提请本级人民代表大会常务委员会任免。并规定了监察委员会的职权。
2017年1月，各省、自治区、直辖市完成地方政权换届工作，其中北京市人民代表大会选举出本省（市）监察委员会主任、副主任、委员，党委纪检委书记张硕辅当选为监察委主任。从各省（市）的情况看，新成立的监察委与纪检委合署办公。作为首批成立的监察委员会，北京市监察委的组建工作宣告完成，并于2017年内完成市、县（区）两级国家监察机关的组建。